# القيراطيين
قرية القيراطيين هي إحدى القرى التابعة لمركز أوسيم في محافظة الجيزة في جمهورية مصر العربية. حسب إحصاءات سنة 2006، بلغ إجمالي السكان في القيراطيين 7131 نسمة، منهم 3750 رجل و3381 امرأة.

## التاريخ
قرية القيراطيين من القرى القديمة، فقد ذكرها ابن الجيعان في التحفة السنية باسم «جزيرة القريطيين» ضمن أعمال القليوبية، وذكرها ابن دقماق في الانتصار باسم «القريطية» ضمن أعمال الجيزية، وفي تربيع سنة 933هـ وردت باسم «القريطيين»، وفي تاريخ سنة 1228هـ باسمها الحالي، وفي الخطط التوفيقية باسم «جزيرة القرطيين».